# Вериго, Александр Андреевич
Александр Андреевич Вериго (1837—1905) — российский химик-органик; профессор Императорского Новороссийского университета.

## Биография
Александр Вериго родился 23 декабря (5 декабря) 1837 года в Витебской губернии. По окончании в 1860 году курса в Императорском Санкт-Петербургском университете по физико-математическому факультету А. Вериго зачислился экстерном в Михайловское артиллерийское училище и в августе 1862 года был произведен в офицеры, но вскоре вышел в отставку и был командирован министерством народного просвещения на два года за границу, откуда вернулся в 1866 году. 
Защитив в  Императорском Новороссийском университете магистерскую диссертацию «Азобензид и его гомологи» (Одесса, 1866), Александр Андреевич Вериго был назначен доцентом по кафедре химии. 
В 1871 году А. А. Вериго защитил в Киевском университете докторскую диссертацию и был избран в экстраординарные, а в 1873 году — в ординарные профессора Новороссийского университета. Большое значение имеет деятельность Вериго в деле борьбы с фальсификацией продуктов в городе Одессе, где он создал первую в стране лабораторию для исследования пищевых продуктов. 
Александр Андреевич Вериго скончался 13 (26) марта 1905 года в Одессе.